# Emergence International
Emergence International ist eine weltweite Gemeinschaft von Mitgliedern der Christian-Science-Bewegung und ihren Familien, die Schwule, Lesben und Transgender-Personen in der Organisation unterstützen. Sie wurde 1985 in den USA gegründet.
Jährlich im Oktober findet eine Konferenz in den USA statt. In einigen Städten in den USA gibt es lokale Gruppen, die sich wöchentlich oder zweiwöchentlich treffen.